# Duhemia variegata
Duhemia variegata là một loài bướm đêm trong họ Noctuidae.